# Morebilus flinders
Morebilus flinders là một loài nhện trong họ Trochanteriidae. Loài này phân bố ở Nam Úc en Victoria.